# Палаулі
Палаулі (самоан. Palauli) — адміністративний округ Самоа. Складається з двох територій, розташованих в південній частині острова Саваї. Загальна площа - 523 км². Населення - 9357 жителя  (2011). Адміністративний центр - Ваїлоа і Палаулі.
Верховний вождь округу носить титул Ліломаїава.